# 硲孝司
硲 孝司（はざま たかし、1941年（昭和16年）11月14日 - ）は、日本の政治家、元岐阜県郡上市長（1期）。

## 来歴
岐阜県出身。岐阜県立畜産講習所卒。郡上郡高鷲村（現・郡上市）で農林業に従事する。その後、高鷲村議会議員を4期、高鷲村長を5期務める。2004年、郡上郡内の7町村が合併し、郡上市が発足。合併後の市長選挙に立候補し、旧八幡町長ら2人を破って当選した。郡上市長は1期務め、2008年に退任した。2012年に旭日小綬章を受章した。